# Potentilla gombalana
Potentilla gombalana är en rosväxtart som beskrevs av Hand.-mazz.. Potentilla gombalana ingår i Fingerörtssläktet som ingår i familjen rosväxter. Inga underarter finns listade i Catalogue of Life.